# بيتريتو
بيتريتو (بالإيطالية: Bitritto)‏ هي بلدة وبلدية في مقاطعة باري في إقليم بوليا في جنوب إيطاليا.

## السكان
في سنة 1861 بلغ عدد السكان 3٬377 نسمة، وتطور العدد ليصل في سنة 2011 لـ 10٬878 نسمة.
يظهر هذا المخطط البياني تطور النمو السكاني لـ بيتريتو

## توأمة
لبيتريتو اتفاقيات توأمة مع:
- كونسيليتشي